# Legousia
Legousia Durande, 1782 è un genere di piante angiosperme eudicotiledoni appartenenti alla famiglia delle Campanulaceae (sottofamiglia Campanuloideae), dall'aspetto di erbacee annuali dal tipico fiore a forma di campana.

## Etimologia
Il nome di questo genere (Legousia) è stato dato in onore all'aristocratico di Digione Bénigne Le Gouz detto "Le Gouz de Gerland" (1695-1774) notabile, filantropo, accademico e fondatore del Giardino Botanico Blunderbuss, mentre il nome scientifico è stato definito dal botanico e medico francese Jean François Durande  (1732-1794) nella pubblicazione "Flore de Bourgogne - 1: 37. 1782" del 1782.

## Descrizione

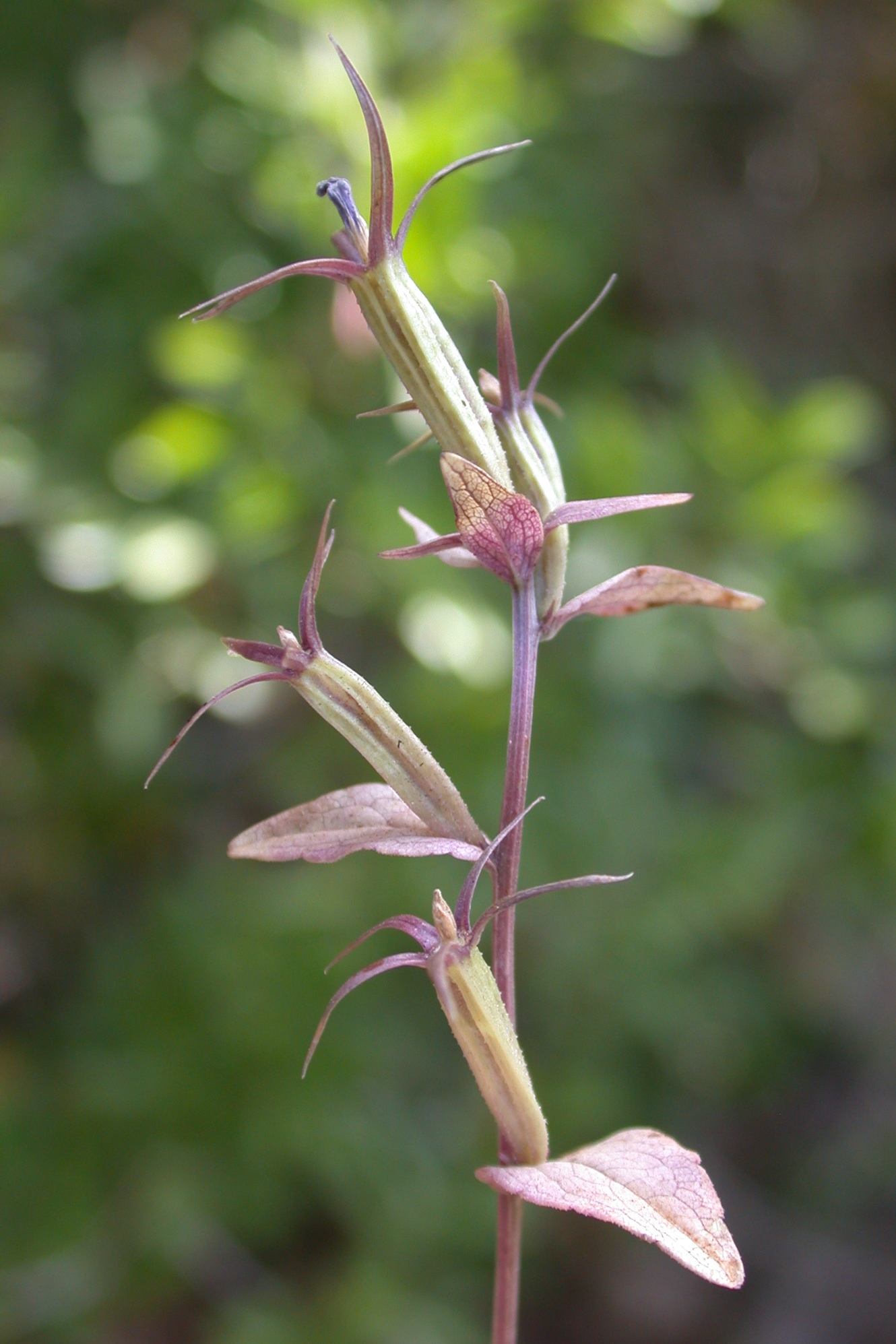
Tubo del calice allungato
(Legousia falcata)

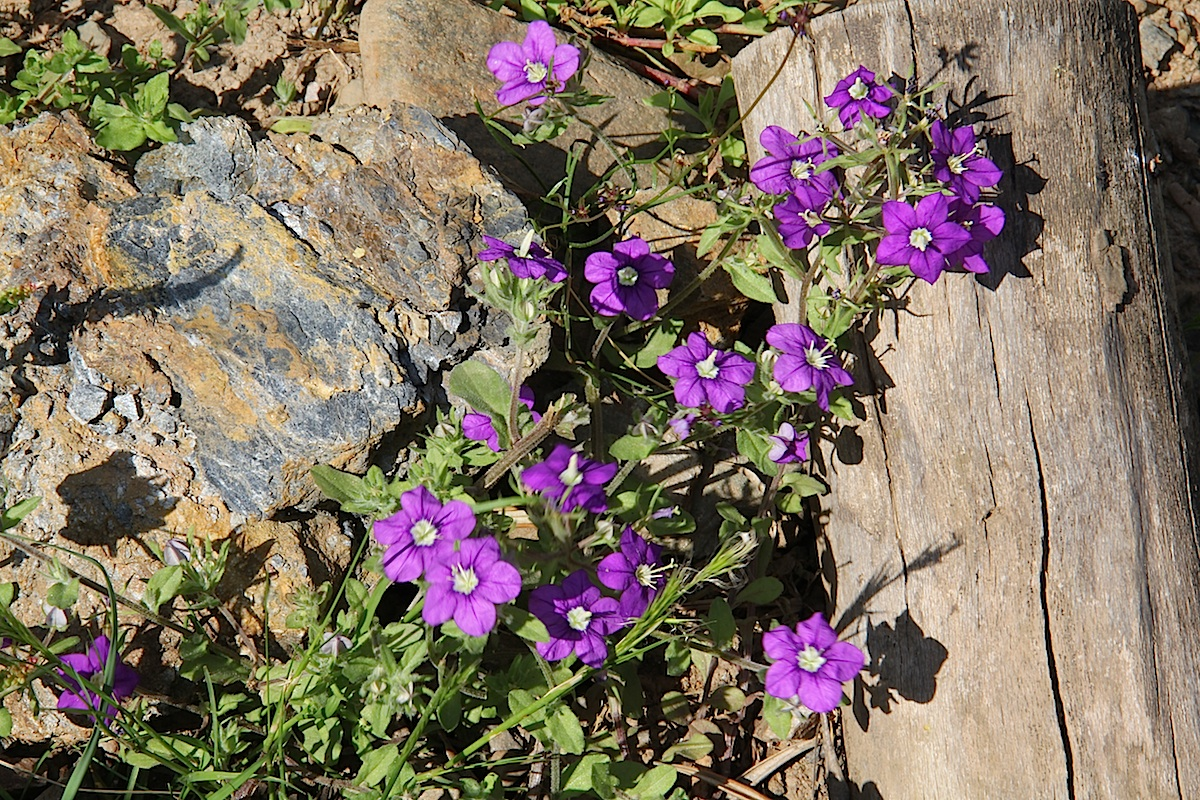
Infiorescenza
(Legousia speculum-veneris)

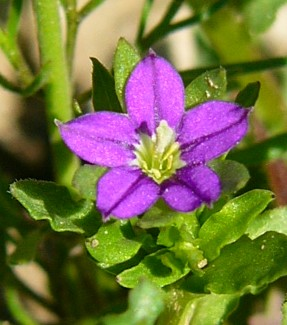
Il fiore
(Legousia hybrida)

Queste piante possono arrivare al massimo ad una altezza di 50 cm. Il ciclo biologico è annuo, in particolare la forma biologica è terofita scaposa (T scap), ossia sono piante erbacee che differiscono dalle altre forme biologiche poiché, essendo annuali, superano la stagione avversa sotto forma di seme e sono munite di asse fiorale eretto e spesso privo di foglie.
Le radici in genere sono secondarie da fittone.
La parte aerea del fusto è eretta, ascendente o prostrata.
Le foglie sono principalmente cauline; hanno forme di tipo più o meno lanceolato, oppure oblanceolato-spatolate. Sono sessili o brevemente picciolate.
Le infiorescenze (ramificate oppure no) sono formate da numerosi fiori piccoli o mediamente grandi, brevemente peduncolati (o anche sessili), raccolti in forma di pannocchia fogliosa o spiga più o meno lassa.
I fiori sono tetra-ciclici, ossia sono presenti 4 verticilli: calice – corolla – androceo – gineceo (in questo caso il perianzio è ben distinto tra calice e corolla) e pentameri (ogni verticillo ha 5 elementi). I fiori sono gamopetali, ermafroditi e attinomorfi.
- Formula fiorale: per questa pianta viene indicata la seguente formula fiorale:

K (5), C (5), A (5), G (2-5), infero, capsula
- Calice: il calice è un tubo allungato con denti lesiniformi lunghi quasi quanto il tubo, patenti e un po' falcati.
- Corolla: la corolla campanulata (o ampiamente campanulata) è gamopetala a 5 divisioni o lobi triangolari; il colore è roseo-violaceo, blu o bianco.
- Androceo: gli stami sono 5 con antere libere (ossia saldate solamente alla base), più lunghe dei filamenti i quali sono sottili ma membranosi alla base. Il polline è 3-5-porato e spinuloso
- Gineceo: lo stilo è unico con 3 stigmi. L'ovario è infero, 3-loculare con placentazione assile (centrale), formato da 3 carpelli (ovario sincarpico). Raramente l'ovario è uniloculare con placentazione parietale (carpelli saldati ai bordi). Lo stilo possiede dei peli per raccogliere il polline. Le aree stigmatiche sono filiformi.

Il frutto consiste in una capsula prismatica e ristretta verso l'apice; la deiscenza è realizzata da tre valve poste nella parte alta e aprentesi dal basso verso l'alto. I semi sono minuti.

## Riproduzione
- Impollinazione: l'impollinazione avviene tramite insetti (impollinazione entomogama). In queste piante è presente un particolare meccanismo a "pistone": le antere formano un tubo nel quale viene rilasciato il polline raccolto successivamente dai peli dallo stilo che nel frattempo si accresce e porta il polline verso l'esterno.[7]
- Riproduzione: la fecondazione avviene fondamentalmente tramite l'impollinazione dei fiori (vedi sopra).
- Dispersione: i semi cadendo a terra (dopo essere stati trasportati per alcuni metri dal vento, essendo molto minuti e leggeri – disseminazione anemocora) sono successivamente dispersi soprattutto da insetti tipo formiche (disseminazione mirmecoria).

## Distribuzione e habitat
La distribuzione è praticamente mediterranea con habitat tipicamente temperati. Spesso queste piante sono infestanti le colture umane (cereali), ma si trovano anche nelle zone incolte o nei pascoli. In particolare le specie di questo genere si trovano in Europa (soprattutto parte mediterranea), nella Transcaucasia, in Anatolia, Medio Oriente e Africa mediterranea. Alcune si sono naturalizzate nel Nord America.

### Distribuzione e habitat delle specie alpine italiane
Tutte le specie spontanee della flora italiana vivono sull'arco alpino. La tabella seguente mette in evidenza i dati relativi all'habitat, al substrato e alla distribuzione delle principali specie o gruppi alpini:
| Specie | Comunità vegetali | Piani vegetazionali | Substrato  | pH     | Livello trofico | H2O   | Ambiente    | Zona alpina                                    |
| --- | ----------------- | ------------------- | ---------- | ------ | --------------- | ----- | ----------- | ---------------------------------------------- |
| L. falcata | 4                 | collinare           | Ca - Ca/Si | basico | basso           | arido | B1 B2 F2 F4 | IM SV                                          |
| L. hybrida | 2                 | collinare           | Ca - Ca/Si | neutro | medio           | secco | B1          | Alpi francesi (in Italia si trova in Sardegna) |
| L. scabra | 4                 | collinare           | Ca - Si    | neutro | basso           | arido | B1 G2       | VR TN                                          |
| L. speculum-veneris | 2                 | montano collinare   | Ca - Ca/Si | basico | basso           | secco | B1          | tutto l'arco alpino                            |
| Legenda e note alla tabella. Substrato con “Ca/Si” si intendono rocce di carattere intermedio (calcari silicei e simili); vengono prese in considerazione solo le zone alpine del territorio italiano (sono indicate le sigle delle province). Comunità vegetali: 2 = comunità terofitiche pioniere nitrofile; 4 = comunità pioniere a terofite e succulente Ambienti: B1 = campi, colture e incolti; B2 = ambienti ruderali, scarpate; F2 = praterie rase, prati e pascoli dal piano collinare al subalpino; F4 = prati e praterie magre rase; G2 = praterie rase dal piano collinare a quello alpino |                   |                     |            |        |                 |       |             |                                                |

## Tassonomia
La famiglia di appartenenza del genere Legousia (Campanulaceae) è relativamente numerosa con 89 generi per oltre 2000 specie (sul territorio italiano si contano una dozzina di generi per un totale di circa 100 specie); comprende erbacee ma anche arbusti, distribuiti in tutto il mondo, ma soprattutto nelle zone temperate. Il genere di questa voce appartiene alla sottofamiglia Campanuloideae (una delle cinque sottofamiglie nella quale è stata suddivisa la famiglia Campanulaceae) comprendente circa 50 generi. Il genere Legousia a sua volta comprende 6 specie (4 nella flora italiana).

Il Sistema Cronquist assegna al genere Legousia la famiglia delle Campanulaceae e l'ordine delle Campanulales mentre la moderna classificazione APG la colloca nell'ordine delle Asterales (stessa famiglia). Sempre in base alla classificazione APG sono cambiati anche i livelli superiori (vedi tabella iniziale a destra).

Il numero cromosomico delle specie di questo genere varia da 2n = 20 a 2n = 26.

### Filogenesi

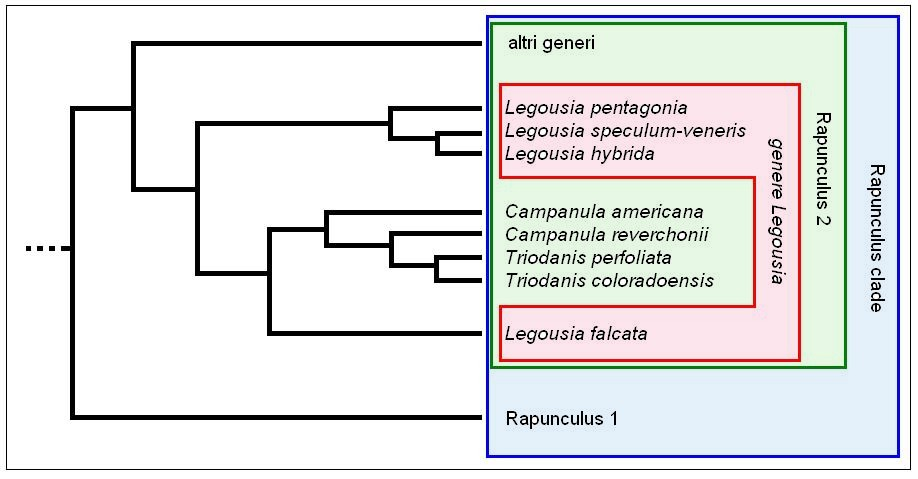
Cladogramma del genere

In base alle ultime ricerche di tipo filogenetico sul DNA del cloroplasto e del nucleo su campioni di piante del Nord America, il genere Legousia risulta nidificato all'interno del "Rapunculus clade", in particolare nel sotto-clade "Rapunculs 2". Il genere Legousia non risulta monofiletico ed è collegato (come “gruppo fratello”) ad un clade contenente, oltre alla specie Legousia falcata, alcune specie di Campanula e di Triodanis. Precedenti studi filogenetici del 2008 su specie europee, sempre analizzando il DNA, confermano più o meno tale struttura filogenetica.
Il cladogramma a lato (tratto dagli studi citati e semplificato) dimostra l'attuale conoscenza filogenetica del genere Legousia.

### Elenco completo delle specie del genere
Questo genere ha le seguenti 6 specie:
- Legousia falcata (Ten.) Fritsch ex Janch., 1907 - Distribuzione: areale mediterraneo
- Legousia hybrida  (L.) Delarbre, 1800	 - Distribuzione: areale mediterraneo
- Legousia julianii  (Batt.) Briq., 1931 - Distribuzione: Algeria
- Legousia pentagonia  (L.) Thell., 1908 - Distribuzione: Europa orientale, Anatolia e Medio oriente
- Legousia snogerupii Biel & Kit Tan, 2015 - Distribuzione: Grecia
- Legousia speculum-veneris  (L.) Durande ex Vill., 1786 - Distribuzione: areale mediterraneo

In alcune checklist è descritta anche la specie Legousia perfoliata (L.) Britton riconosciuta in altri elenchi come Triodanis perfoliata (L.) Nieuwl. (appartenente ad un genere Nord Americano.

### Specie spontanee italiane
Per meglio comprendere ed individuare le varie specie del genere (solamente per le specie spontanee della flora italiana) l’elenco che segue utilizza in parte il sistema delle chiavi analitiche (vengono cioè indicate solamente quelle caratteristiche utili a distingue una specie dall'altra).
- Gruppo 1A:  i denti del calice sono lesiniformi (4 - 6 volte più lunghi che larghi) e sono lunghi più o meno come il tubo calicino;

- Gruppo 2A: l'infiorescenza è del tipo a pannocchia, ed è ampiamente ramosa; la corolla è lunga come (o di più) dei denti del calice;

- Legousia speculum-veneris (L.) Chaix - Specchio di Venere comune: l'altezza varia da 10 a 30 cm; il ciclo biologico è annuale; la forma biologica è terofita scaposa (T scap); il tipo corologico è Euri-Mediterraneo; l'habitat tipico sono i campi di cereali (specie infestante); la distribuzione sul territorio italiano è ovunque comune fino ad una altitudine di 1300 m s.l.m..

- Gruppo 2B: l'infiorescenza è del tipo a spiga fogliosa; la ramosità è nulla;

- Legousia falcata (Ten.) Fritsch - Specchio di Venere minore: la superficie delle foglie è liscia; i denti del calice sono lunghi come il tubo e tre volte la corolla; l'altezza varia da 10 a 40 cm; il ciclo biologico è annuale; la forma biologica è terofita scaposa (T scap); il tipo corologico è Steno-Mediterraneo; l'habitat tipico sono i campi di cereali (specie infestante); la distribuzione sul territorio italiano è ovunque comune al Centro e al Sud fino ad una altitudine di 800 m s.l.m..
- Legousia castellana (Lange) Samp. - Specchio di Venere di Castiglia: la superficie delle foglie è scabra; i denti del calice sono lunghi quanto la corolla e metà del tubo del calice; l'altezza varia da 20 a 40 cm; il ciclo biologico è annuale; la forma biologica è terofita scaposa (T scap); il tipo corologico è Steno-Mediterraneo Occidentale; l'habitat tipico sono i campi di cereali (specie infestante); la distribuzione sul territorio italiano è relativa alla sola Sardegna fino ad una altitudine di 800 m s.l.m..

- Gruppo 1B: la forma dei denti del calice è ovale o lanceolata e sono circa 1,5 - 3 volte più lunghi che larghi, sono inoltre più brevi del tubo del calice, ma il doppio della corolla;

- Legousia hybrida (L.) Delarbre   - Specchio di Venere di ondulato: l'altezza varia da 10 a 25 cm; il ciclo biologico è annuale; la forma biologica è terofita scaposa (T scap); il tipo corologico è Mediterraneo / Atlantico; l'habitat tipico sono i campi di cereali (specie infestante); la distribuzione sul territorio italiano è comune (manca a occidente) fino ad una altitudine di 1000 m s.l.m..

Nota: la Legousia castellana (Lange) Samp., chiamata anche L. scabra (Lowe) Gamisans, attualmente è considerata un sinonimo di Legousia falcata (Ten.) Fritsch ex Janch..

### Sinonimi
L'entità di questa voce ha avuto nel tempo diverse nomenclature. L'elenco seguente indica alcuni tra i sinonimi più frequenti:
- Apenula Neck.
- Legouzia  Delarbre
- Pentagonia  Möhring ex Kuntze
- Specularia  Heist. ex A.DC.